# توم موني
توم موني (بالإنجليزية: Tom Mooney)‏ (31 أكتوبر 1910 بغلاسكو في المملكة المتحدة - 15 ديسمبر 1981) هو لاعب كرة قدم بريطاني (وحمل سابقاً جنسية المملكة المتحدة لبريطانيا العظمى وأيرلندا) في مركز جناح ‏. لعب مع نيوكاسل يونايتد ونادي أردريونيانز ورابطة كرة القدم الاسكتلندية الحادية عشر ‏ ونادي غرينوك مورتون.